# Șilindia
Șilindia è un comune della Romania di 888 abitanti, ubicato nel distretto di Arad, nella regione storica della Transilvania.
Il comune è formato dall'unione di 5 villaggi: Camna, Iercoșeni, Luguzău, Satu Mic, Șilindia.
L'esistenza di Șilindia risulta documentata dal 1334.
Nel 1967 sono stati scoperti nel territorio del comune numerosi reperti di un insediamento di Daci risalenti al I secolo a.C.
Il monumento più significativo del comune è la chiesa in legno di Iercoșeni.